# 浦和県

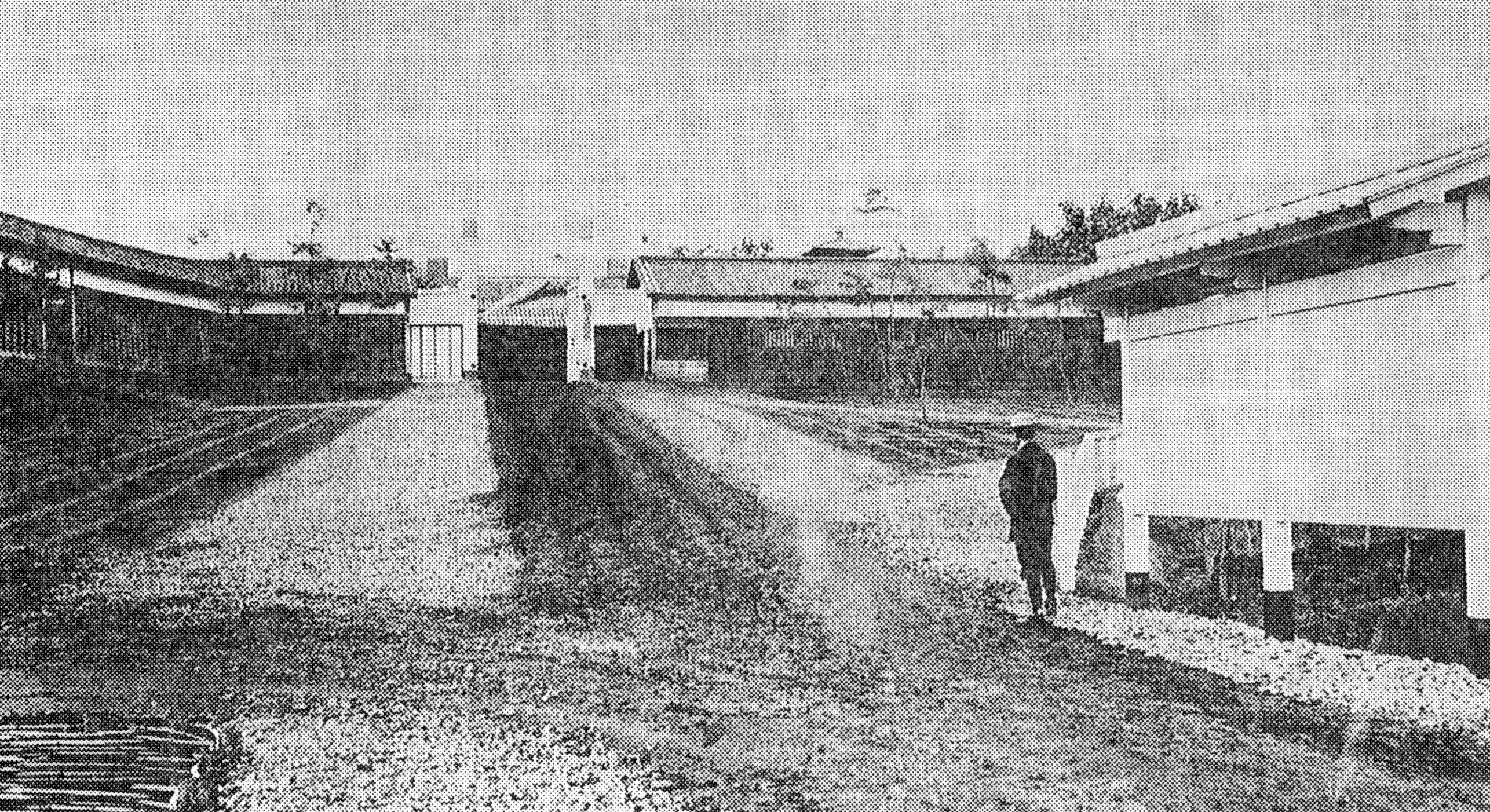
浦和県庁舎

浦和県（うらわけん）は、1869年（明治2年）に武蔵国内の旧幕府領・旗本領の管轄のために明治政府によって設置された県。現在の埼玉県の一部、東京都板橋区の全域、北区の岩淵・王子地区、練馬区の一部、豊島区の一部および新宿区のごく一部（下戸塚村）を管轄した。

## 概要
1869年（明治2年）1月28日、武蔵知県事・宮原忠英の管轄区域をもって大宮県が設置された。県名は、県庁を足立郡大宮宿（現：埼玉県さいたま市大宮区）に置く予定だったことによるが、実際には暫定的に東京府馬喰町四丁目（現：東京都中央区日本橋馬喰町二丁目の浅草橋南交差点付近）の旧代官御用屋敷を県庁とした。東京府（第1次）、韮山県、川越藩などとの管轄区域の交換を経て、主に東京の北西郊外を管轄した。
同年9月29日、県庁を足立郡浦和宿（現：埼玉県さいたま市浦和区高砂三丁目15番1号）に移転し、浦和県に改称した。当時浦和宿が県域内で最も人口が多く賑わいをみせていたのが移転の理由となった。現在も同地に埼玉県庁が所在する。
1871年（明治4年）7月14日の廃藩置県を経て、同年11月14日（または11月13日）、第1次府県統合により岩槻県および忍県と合併して埼玉県となった。

### 沿革
- 1869年（明治2年）
  - 1月13日 - 武蔵知県事・宮原忠英の管轄区域に大宮県を設置。
  - 4月10日 - 比企郡を韮山県に移管[2]。
  - 9月29日 - 県庁の移転により浦和県に改称。
- 1871年（明治4年）11月14日 - 第1次府県統合により岩槻県、忍県と合併して埼玉県が発足。同日浦和県廃止。

## 管轄地域
戸口51,920戸280,530人（府藩県別人員表）。
- 武蔵国
  - 豊島郡のうち - 29村（上板橋宿、下板橋宿、前野村、金井窪村、中丸村、長崎村、上赤塚村、上赤塚村成増分、下赤塚村、小豆沢村、神谷村、下村、袋村、八富新田、岩淵本宿町、西台村、徳丸本村、徳丸脇村、赤羽村、稲附村、十条村、志村、四ツ葉村、根葉村、中台村、蓮沼村、王子村、豊島村、下戸塚村）
  - 足立郡のうち - 301村（幕府領215村、旗本領47村。現在の埼玉県域のみ）
  - 埼玉郡のうち - 293村（幕府領162村、旗本領158村、一橋徳川家領13村、久留里藩領7村、岩槻藩領5村、忍藩領1村、佐倉藩領1村）
  - 大里郡のうち - 27村（幕府領7村、旗本領26村、前橋藩領2村）
  - 横見郡のうち - 10村（幕府領2村、旗本領9村）
  - 比企郡のうち（「旧高旧領取調帳」では既に韮山県と記載されているため詳細は不明）

なお相給が存在するため、村数の合計は一致しない。

### 現在の地名における県域
埼玉県
- ほとんどが浦和県に属していた自治体
  - さいたま市（岩槻区の一部を除く）・川口市（一部除く、旧鳩ヶ谷市の一部を除く）・戸田市・蕨市・上尾市・桶川市・北本市・伊奈町・越谷市・鴻巣市（一部を除く）・蓮田市・白岡市・宮代町・寄居町
- 一部が浦和県に属していた自治体
  - 春日部市（旧幸松村・旧豊野村を除く）・熊谷市（旧大里町・旧江南町など）・行田市（東部の太田村など）・久喜市（旧栗橋町付近を除く）・加須市（旧北川辺町全域は古河県、旧加須市の一部や騎西町の一部は前橋県など）・羽生市・深谷市（旧川本町）・吉見町（多くが岩鼻県）・小川町

東京都
- 板橋区
  - 板橋、稲荷台、大山金井町、大山東町、大山西町、大山町、加賀、熊野町、幸町、栄町、中板橋、仲宿、仲町、中丸町、氷川町、富士見町、双葉町、本町、大和町のほぼ全域および南町の大半（旧板橋町域）
  - 旧上板橋村域 - 大谷口、大谷口上町、大谷口北町、上板橋、小茂根、桜川、東新町、常盤台、徳丸、東山町、南常盤台、向原、弥生町のほぼ全域および中板橋の一部
  - 旧志村域 - 相生町、小豆沢、泉町、大原町、坂下、清水町、志村、中台、西台、蓮沼町、蓮根、東坂下、前野町、宮本町、若木のほぼ全域および舟渡四丁目の一部を除く大半、高島平一・九丁目の大半および二丁目の一部（旧・前谷津川以東）、新河岸一丁目の一部
  - 旧赤塚村域 - 赤塚、赤塚新町、大門、徳丸、成増、三園、四葉のほぼ全域および高島平一・九丁目の大半および二丁目の一部を除く大半（旧・前谷津川以西）、新河岸一丁目の一部を除く大半
  - 旧長崎村域 - 板橋区南町、幸町

- 北区
  - 旧王子町域 - 王子、王子本町、上十条、岸町、十条台、十条仲原、豊島、中十条、東十条、堀船
  - 旧岩淵町域 - 赤羽、赤羽北、赤羽台、赤羽西、赤羽南、岩淵町、浮間、神谷、桐ケ丘、志茂、西が丘
- 豊島区
  - 要町、千川、千早、長崎、南長崎のほぼ全域、西池袋四丁目の一部、池袋の一部、目白の一部、高松の一部
- 練馬区
  - 小竹町、旭丘のほぼ全域（旧上板橋村域）
- 新宿区
  - 高田馬場の一部（下戸塚村域）

## 歴代知事

### 大宮県
- 1869年（明治2年）2月9日 - 1869年（明治2年）4月9日 ： 知県事・宮原忠英（前武蔵知県事、元久美浜代官）
- 1869年（明治2年）4月9日 - 1869年（明治2年）7月17日 ： 知県事・間島冬道（前刑法官判事）
- 1869年（明治2年）7月17日 - 1869年（明治2年）7月22日 ： 権知事・間島冬道
- 1869年（明治2年）7月22日 - 1869年（明治2年）9月29日 ： 知事・間島冬道

### 浦和県
- 1869年（明治2年）9月29日 - 1871年（明治4年）11月13日 ： 知事・間島冬道（前大宮県知事）